# Roberto Devereux
Roberto Devereux è un'opera in tre atti di Gaetano Donizetti su libretto di Salvadore Cammarano, tratto dalla tragedia di Jacques-François Ancelot Elisabeth d'Angleterre.
Con Anna Bolena e Maria Stuarda, fa parte del cosiddetto "Ciclo delle regine Tudor" di Donizetti.
Nel ruolo di Elisabetta si sono cimentate cantanti come Montserrat Caballé, Leyla Gencer, Beverly Sills, Edita Gruberová, Raina Kabaivanska e Mariella Devia.
La vicenda si ispira ai rapporti tra Robert Devereux, II conte d'Essex con la regina Elisabetta I d'Inghilterra, pur con evidenti licenze.

## Debutto
Donizetti tardò la composizione dell'opera a causa della morte della moglie e del terzo figlio. L'opera, che doveva debuttare a settembre, fu sottoposta a censura e il debutto al San Carlo fu rinviato di un mese. Finalmente l'opera andò in scena il 29 ottobre 1837, ottenendo un grande successo, tale da farla rimanere tuttora nel repertorio donizettiano.

## Cast della prima assoluta
| Personaggio                      | Interprete                 |
| -------------------------------- | -------------------------- |
| Elisabetta I                     | Giuseppina Ronzi de Begnis |
| Duca di Nottingham               | Paul Barroilhet            |
| Sara, duchessa di Nottingham     | Almerinda Granchi          |
| Roberto Devereux, conte di Essex | Giovanni Basadonna         |
| Lord Cecil                       | Timoleone Barattini        |
| Sir Gualtiero Raleigh            | Anafesto Rossi             |
| Un servo                         | Giuseppe Benedetti         |

## Trama

### Atto I
Sala terrena nel palazzo di Westminster
Le dame osservano Sara, sola in un angolo a piangere mentre legge un libro (Geme! Pallor funereo le sta dipinto in volto). Le amiche distolgono l'amica dai suoi pensieri, che afferma di essere commossa dalla storia che sta leggendo, mentendo. Ella infatti pensa all'amato Roberto (All'afflito è dolce il pianto). Entra la Regina, che si rivolge con fare amichevole a Sara, e acconsente ad ascoltare il marito di lei, il Duca di Nottingham, e la sua difesa a favore di Devereux. Elisabetta teme che questo la tradisca (L'amor suo mi fè beata), ma Sara la rassicura.
Entrano Lord Cecil e Gualtiero, che riferiscono il responso del Parlamento: Devereux è condannato per tradimento durante la guerra. Elisabetta dice che rifletterà sulla condanna, se approvarla o meno, e in quel momento arriva Roberto, che si difende davanti alla regina delle accuse subite. Elisabetta gli ricorda i bei giorni vissuti da innamorati (Un tenero core mi rese felice) e chiede a Roberto se ama una qualche fanciulla. Roberto dice di no, ed Elisabetta parte sospettosa. Entra Nottingham che abbraccia l'amico, promettendogli che lo difenderà fino alla morte (Forse in quel cor sensibile) e viene chiamato dal tribunale.
Appartamenti della duchessa nel palazzo di Nottingham
Sara attende Roberto, ed egli giunge, accusandola di tradimento. Lei risponde che, dopo essere partito dalla guerra, la regina l'aveva data in sposa al Duca. Roberto allora le giura eterno amore, dandole l'anello che prima Elisabetta gli aveva donato e parte (Questo addio fatale, estremo).

### Atto II
Magnifica galleria nella reggia 

I lord e le dame attendono il responso del Parlamento (L'ore trascorrono). Elisabetta entra ed apprende da Cecil la decisione: morte. Entra Gualtiero che ritorna dalla casa di Devereux, che gli spiega che dopo essere tornato fu arrestato, e questi cercò di nascondere una sciarpa che aveva al collo (che Sara gli aveva donato in passato). Elisabetta prende la sciarpa, furente, certa del tradimento di Roberto. 
Entra Nottingham, e viene informato dalla Regina del responso del Parlamento. Dapprima rimane turbato, ma quando Elisabetta mostra al Duca la sciarpa, capisce che egli è l'amante della moglie, e la rabbia si fa strada in lui. Roberto viene condannato a morte (Va'', la morte sul capo ti pende).

### Atto III
Sala terrena nel palazzo di Nottingham
Sara attende il ritorno del consorte, e un parente del Duca le reca una lettera. È da parte di Roberto e le comunica di essere stato condannato a morte, e che può essere salvato solo se porterà l'anello alla regina. Sara fa per partire ma viene raggiunta dal Duca, che l'accusa di infedeltà (Io per l'amico in petto), legge la lettera, e ordina alle guardie di custodirla, affinché raggiunga il palazzo solo a condanna eseguita.
Orrido carcere nella torre di Londra 
Roberto attende il suo destino: arriverà Sara con l'anello in tempo per salvarlo (Ed ancor la tremenda porta)? Le sue speranze sono distrutte dalle guardie che lo conducono al patibolo.
Gabinetto della regina
Elisabetta ha mandato Gualtiero al palazzo di Sara affinché la rimandi lì, dato che, impaurita dagli eventi, vuole la sua compagnia. Poi si rivolge all'amato Roberto, augurando che si salvi, anche se dovesse vivere nelle braccia dell'ignota amante (Vivi ingrato a lei d'accanto).
Giunge Cecil che la informa: Roberto sta andando al patibolo, ed Elisabetta chiede se egli avesse chiesto l'anello da dare alla regina, ma Cecil risponde di no. Gualtiero introduce Sara, pallida e sfinita, che dà l'anello ad Elisabetta. Finalmente la regina capisce chi è l'amante di Roberto, ma Sara la supplica di salvare la vita al conte. È inutile: un suono funebre fa tremare i presenti, e Nottingham al colmo della gioia entra gridando che Roberto è morto. Elisabetta, sconvolta e furente, accusa Sara di tutto, ma il Duca si assume tutte le responsabilità. La regina condanna a morte i due coniugi, ed, ossessionata dalle visioni del fantasma dell'amato, abdica a favore di Giacomo I (Quel sangue versato).
Anche se un'altra interpretazione del libretto adduce il finale dell'opera ad un progressivo allontanamento di Elisabetta I dalla vita pubblica e politica e la sua rassegnazione e il suo totale convincimento nel lasciare la corona inglese a Giacomo I e quindi non vi sarebbe alcuna abdicazione.

## Struttura musicale

### Atto I
- N. 1 - Preludio, coro e romanza Sara Geme!..pallor funereo - All'afflitto è dolce il pianto (Coro, Sara)
- N. 2 - Scena e cavatina Elisabetta La regina - L'amor suo mi fe' beata (Paggio, Elisabetta, Sara)
- N. 3 - Gran scena e duetto Elisabetta e Roberto Nunzio son del parlamento - Un tenero core mi rese felice (Cecil, Sara, Elisabetta, Paggio, Gualtiero, Coro, Roberto)
- N. 4 - Scena e cavatina Nottingham Roberto... - Forse in quel cor sensibile (Nottingham, Roberto, Cecil, Coro)
- N. 5 - Scena e duetto Roberto e Sara Tutto è silenzio!...Nel cor soltanto - Il vero intesi?...Ah! parmi

### Atto II
- N. 6 - Introduzione L'ore trascorrono, surse l'aurora (Coro)
- N. 7 - Scena e duettino Elisabetta e Nottingham Ebben? - Non venni mai sì mesto (Elisabetta, Cecil, Gualtiero, Nottingham)
- N. 8 - Terzetto Elisabetta, Roberto e Nottingham Ecco l'indegno! - Alma infida, ingrato cuore (Elisabetta, Nottingham, Roberto, Cecil, Gualtiero, Coro)

### Atto III
- N. 9 - Scena e duetto Nottingham e Sara Né riede il mio consorte!...O, ciel, che seppi! - No'l sai che un nume vindice (Sara, Familiare, Nottingham)
- N. 10 - Scena e aria Roberto Ed ancor la tremenda porta - Io ti dirò, fra gli ultimi (Roberto, Coro)
- N. 11 - Scena e aria finale Elisabetta E Sara in questi orribili momenti - Vivi, ingrato, a lei d'accanto - Quel sangue versato (Elisabetta, Coro, Cecil, Sara, Nottingham, Gualtiero)

## Brani famosi
- L'amor suo mi fè beata, Elisabetta (Atto I)
- Va'', la morte Elisabetta, Roberto e Nottingham (Atto II)
- Ed ancor la tremenda porta... A te dirò, negli ultimi singhiozzi Roberto (Atto III)
- E Sara in questi orribili momenti... Vivi, ingrato Elisabetta (Atto III)

## Registrazioni discografiche
| Anno | Cast (Elisabetta, Roberto, Nottingham, Sara)                      | Direttore             | Etichetta   |
| ---- | ----------------------------------------------------------------- | --------------------- | ----------- |
| 1964 | Leyla Gencer, Ruggero Bondino, Piero Cappuccilli, Anna Maria Rota | Mario Rossi           | Arkadia     |
| 1969 | Beverly Sills, Robert Ilosfalvy, Peter Glossop, Beverly Wolff     | Charles Mackerras     | Westminster |
| 1970 | Beverly Sills, Plácido Domingo, Louis Quilico, Susanne Marsee     | Julius Rudel          | Melodram    |
| 1972 | Montserrat Caballé, Gianni Raimondi, Mario D'Anna, Laura Londi    | Bruno Bartoletti      | Myto        |
| 1994 | Edita Gruberová, Don Bernardini, Ettore Kim, Delores Ziegler      | Friederich Haider     | Nightingale |
| 2002 | Nelly Miricioiu, José Bros, Roberto Frontali, Sonia Ganassi       | Maurizio Benini       | Opera Rara  |
| 2016 | Mariella Devia, Stefan Pop, Mansoo Kim, Sonia Ganassi             | Francesco Lanzillotta | Dynamic     |

## Videografia
| Anno | Cast (Elisabetta, Roberto, Nottingham, Sara)                                    | Direttore             | Etichetta           |
| ---- | ------------------------------------------------------------------------------- | --------------------- | ------------------- |
| 1975 | Beverly Sills, John Alexander, Richard Fredricks, Beverly Wolff                 | Julius Rudel          | VAI                 |
| 2004 | Edita Gruberová, Roberto Aronica, Albert Schagidullin, Jeanne Piland            | Friedrich Haider      | Deutsche Grammophon |
| 2006 | Dīmītra Theodossiou, Massimiliano Pisapia, Andrew Schroeder, Federica Bragaglia | Marcello Rota         | Naxos Records       |
| 2015 | Mariella Devia, Gregory Kunde, Marco Caria, Silvia Tro Santafé                  | Bruno Campanella      | Bel-Air Classique   |
| 2016 | Mariella Devia, Ștefan Pop, Mansoo Kim, Sonia Ganassi                           | Francesco Lanzillotta | Dynamic             |